# Grézieux-le-Fromental
Grézieux-le-Fromental je obec v centru departementu Loire ve střední Francii, v regionu Auvergne-Rhône-Alpes.
Vesnice se nachází u silnice D496 mezi Montbrisonem a Montrond-les-Bains, asi 6 km od řeky Loiry na jejím levém břehu. Je převážně zemědělská.

## Populace
| Rok  | Populace | ±%      |
| ---- | -------- | ------- |
| 1793 | 180      | —       |
| 1806 | 132      | −26,7 % |
| 1821 | 245      | +85,6 % |
| 1831 | 258      | +5,3 %  |
| 1841 | 236      | −8,5 %  |
| 1851 | 216      | −8,5 %  |
| 1861 | 211      | −2,3 %  |
| 1872 | 201      | −4,7 %  |
| 1881 | 215      | +7 %    |
| 1891 | 230      | +7 %    |
| 1901 | 212      | −7,8 %  |
| 1911 | 197      | −7,1 %  |
| 1921 | 156      | −20,8 % |
| 1931 | 140      | −10,3 % |
| 1946 | 123      | −12,1 % |
| 1954 | 135      | +9,8 %  |
| 1962 | 109      | −19,3 % |
| 1968 | 89       | −18,3 % |
| 1975 | 82       | −7,9 %  |
| 1990 | 115      | +40,2 % |
| 1999 | 105      | −8,7 %  |
| 2006 | 110      | +4,8 %  |
| 2015 | 204      | +85,5 % |